# Chisocheton cumingianus
Chisocheton cumingianus là một loài thực vật có hoa trong họ Meliaceae. Loài này được (C.DC.) Harms mô tả khoa học đầu tiên năm 1896.